# Gran Encantat
Gran Encantat – szczyt w Katalonii w Hiszpanii o wysokości 2748 m n.p.m. (według innych źródeł 2746 m n.p.m.). Należy do pasma Pirenejów (konkretnie Pirenejów Wschodnich), jest zbudowany przede wszystkim z granitów. Jest on również określany jako starszy brat Petit Encantat, z racji tego, że jest wyższy o kilkanaście metrów od bliźniaczej góry o tej nazwie znajdującej się obok.

## Położenie
Szczyt znajduje się w północno-zachodniej Katalonii na terenie parku narodowego Parc Nacional d’Aigüestortes i Estany de Sant Maurici. Administracyjnie góra leży na terenie wsi Espot.

## Szlaki i miejsca[1]
Przy miejscach podano również, jak daleko w linii prostej znajduje się dany obiekt.
- Żółty szlak turystyczny "Carros de Foc" - 900 m
- Jezioro Estany de Sant Maurici - 1500 m
- Czerwony szlak turystyczny GR 11 - 1200 m